# Melingo
 (octobre 2018).
Si vous disposez d'ouvrages ou d'articles de référence ou si vous connaissez des sites web de qualité traitant du thème abordé ici, merci de compléter l'article en donnant les références utiles à sa vérifiabilité et en les liant à la section « Notes et références ».
Melingo, né le 22 octobre 1957  en Argentine, est un musicien auteur-compositeur-interprète et acteur argentin.

## Biographie
Né en Argentine en 1957, Daniel Melingo a appris la clarinette au conservatoire de Buenos Aires puis a suivi des études de musicologie et de composition à l’université. En 1978, fuyant la dictature militaire, il s’installe au Brésil et participe au groupe Agua de Milton Nascimento. Quatre ans plus tard il rentre dans son pays où il rejoint les forces vives du rock contestataire à travers les groupes Los Twist et Los Abuelos de la Nada.
Au milieu des années 80, il part à Madrid, alors en pleine Movida. Il participe à cette énergie festive débridée en intégrant le groupe punk Toreros Muertos. Il y enregistre le disque Lions in love où rythmes funk et reggae se mêlent aux accents latino.
De retour à Buenos Aires dans la décennie suivante, il redécouvre les vertus du tango canaille aux poèmes chantés en lunfardo, l'argot des banlieues de Buenos Aires. Animateur de télévision, il milite pour ce retour aux sources et enregistre plusieurs albums Tango bajos en 98 et Ufa en 2003.
En 2004, le guitariste Eduardo Makaroff, tiers argentin de Gotan Project, lui propose de rejoindre le label qu'il vient de créer Mañana et lui ouvre les portes d’une carrière européenne. Le public découvre alors ce dandy aux manières de comédien qui subjugue son auditoire par sa prestance et sa voix éraillée.

## Discographie

### 1982-1995
- Los Abuelos de la Nada (álbum) (1982), avec Los Abuelos de la Nada
- Vasos y besos (1983), avec Los Abuelos de la Nada
- Los Abuelos en el Opera (1985), avec Los Abuelos de la Nada
- Piano bar (1984), avec le groupe de Charly García
- La dicha en movimiento (1983) avec Los Twist
- Cachetazo al vicio (1984) avec Los Twist
- La máquina del tiempo (1985) avec Los Twist
- Lions in love (1992)  avec Lions in Love
- Psicofonías (1994), avec Lions in Love
- H2O (1995), comme soliste

### Depuis 1998 (carrière solo)
- Tangos bajos (1998)
- Ufa (2003)
- Santa milonga (2004)
- Maldito tango (2007)
- Corazón & Hueso (2011)
- Linyera (2014)
- Anda (2016)
- Oasis (2020)

## Filmographie
- 1984 : Operación norte
- 2003 : Sangre
- 2014 : A Moonless Night (Una noche sin luna) : Molgota
- 2014 : Lulu